# Imiona wyryte w granicie
Imiona wyryte w granicie (est. Nimed marmortahvlil) – estońsko-fiński film fabularny wyprodukowany w 2002 roku w reżyserii Elmo Nüganena.

## Opis fabuły
Opowieść o 14 miesiącach z życia ośmiu estońskich gimnazjalistów uczących się w Tartu rozpoczyna się w maju 1918, kiedy Estonia znajdowała się pod okupacją niemiecką. W styczniu 1919 gimnazjaliści biorą udział w wojnie przeciwko bolszewikom, walcząc o ważny węzeł kolejowy Valga.

## Obsada
- Priit Võigemast jako Henn Ahas
- Indrek Sammul jako Ants Ahas
- Hele Kõre jako Marta
- Alo Kõrve jako Käsper
- Ott Aardam jako Kohlapuu
- Karol Kuntsel jako Martinson
- Anti Reinthal jako Tääker
- Ott Sepp jako Mugur
- Mart Toome jako Miljan
- Argo Aadli jako Konsap
- Bert Raudsep jako Käämer
- Jaan Tätte jako Oskar Eller
- Peter Franzén jako Sulo A. Kallio
- Guido Kangur jako Karakull
- Martin Veinmann